# 原田実 (音楽家)
原田 実（はらだ まこと、1932年7月19日 - 1996年8月25日）は、東京都生まれのカントリー・ミュージックのスティール・ギター奏者・編曲家。愛称はピーウィー。ワゴン・エースの創立メンバーである。

## 経歴
1932年、東京府東京市渋谷区大山町に於いて、のちに安田信託銀行（中央信託銀行）の本店部長を務めた原田信雄の次男として生まれる。長男である兄は敬。祖父の善兵衛は山形県東村山郡達磨寺村の郷中取締で、のちに長崎町（のちに中山町）の町議会議員を務めた。母の京は福島県士族で、日本銀行の志賀虎一郎の長女。3歳の頃からピアノに親しみ、慶應義塾幼稚舎の頃にハーモニカのバンドを作っていたという。
1945年、慶應義塾普通部に入学。兄や同級生の小林亜星らとハワイアン・バンドを結成し、進駐軍向けのクラブで演奏。
1950年、慶應義塾大学在学中に大橋節夫とハニー・アイランダースにベーシストとして加入。同年6月、日劇の「ハワイアン・パラダイス」に出演した際にチャック・ワゴン・ボーイズの黒田美治を観て、カントリーへの転向を決意。
1952年2月、チャック・ワゴン・ボーイズを脱退した藤沢恵治・小山栄が結成したワゴン・マスターズに加入。
1955年、小坂一也とワゴン・マスターズとして日本コロムビアからレコード・デビュー。
1958年、ワゴン・マスターズを脱退。ワゴン・エースを結成。
1996年、死去。

## ワゴン・エース
1958年初頭にワゴン・マスターズの原田、藤本精一、住吉敞を中心に結成。藤本による命名。当初は「住吉敞とワゴン・エース」、住吉の脱退に伴い「原田実とワゴン・エース」に。
当初は企画盤や他アーティスト名義の作品への参加が主だったが、1962年から自己名義のアルバムを発表。1970年代まで活動。

### メンバー

#### 創立時のメンバー
- 原田実　　　スティール・ギター、編曲。元ワゴン・マスターズ。
- 住吉敞　　　ヴォーカル。元ワゴン・マスターズ。脱退後に住吉敞とワゴン・スターズを結成。
- 藤本精一　　フィドル。元ワゴン・マスターズ。
- 瀬谷福太郎　エレクトリック・ギター。元ブルー・レンジャーズ。
- 佐野淳　　　ベース。元和田弘とマヒナスターズ。
- 加瀬沢道夫　ドラムス。脱退後に東京ビートルズのサポート。
- 関口良信　　ヴォーカル、ギター。元ウエスターン・キャラバン。
- 林洋介　　　ヴォーカル、ギター

#### その後の加入メンバー
- 釜萢ヒロシ　ヴォーカル、ギター
- 鈴木恒雄　　フィドル
- 岩倉忠雄　　ベース
- 井上高　　　ヴォーカル、ギター
- 高輪克彦　　ヴォーカル、ギター
- 吉野五郎　　ギター
- 野口武義　　ギター
- 花田健　　　ベース
- 丸山章一　　ドラムス
- エディ深野　ヴォーカル、ギター
- 杉はじめ　　ヴォーカル、ギター
- 寺本圭一　　ヴォーカル、ギター
- 宮城久弥　　フィドル
- 片山さとし　ベース

## ディスコグラフィー

### 小坂一也とワゴン・マスターズ
- 小坂一也#ディスコグラフィー参照

### 原田実とワゴン・エース
1. 原田実とワゴン・エース / 駅馬車: ウェスターン・ヒット・メロディー集 (東芝音楽工業 JPO-1170(Mono), JSP-3024(Stereo)、1962.04)
2. 原田実とワゴン・エース / 西部劇映画主題曲集 (東芝音楽工業 JPO-1223(Mono), JSP-3048(Stereo)、1962.11)
3. 原田実とワゴン・エース / 史上最大の作戦 (東芝音楽工業 JPO-1264、1963.02)
4. 原田実とワゴン・エース / ウエスターン・ハイライト: ウエスターン名曲集 (東芝音楽工業 JSP-1024、1963.06)
5. 原田実とワゴン・エース / ウェスターン・リクエスト (東芝音楽工業 JPO-1317(Mono), JSP-3096(Stereo)、1963.10)
6. 原田実とワゴン・エース / フォーク・ソング・ベスト・ヒット (日本ビクター SJV-86、1965.02)
7. 原田実とワゴン・エース with ヴィレッジ・シンガーズ / ゴールデン・フォーク (東芝音楽工業 TP-7137、1966.11)
8. ロイヤル・ワゴン・エース / ゴールデン・ウェスタン (東芝音楽工業 TP-8014、1967)
9. 原田実とワゴン・エース / 不滅のカントリーウェスタン (CTA ST-5036)

### オムニバス (V.A.)
以下、★印は原田実とワゴン・エースとしての参加
- V.A. / トウキョウ・ジャンボリー (東京芝浦電気、1958) ★原田・藤本・瀬谷・佐野・関口が参加
- V.A. / トウキョウ・ジャンボリー第2集 (東京芝浦電気、1959) ★原田・藤本・瀬谷・関口・井上が参加
- V.A. / 西部に踊る拳銃の歌 (日本コロムビア ZL-1139、1960.08) ★
- V.A. / 世界ポピュラー大全集Vol.7: ウエスタン音楽 (日本ビクター SJL-5107、1963.04) ★
- V.A. / ウエスタンのすべて (上) (日本ビクター SJV-35、1964.08) ★
- V.A. / ウエスタンのすべて (下) (日本ビクター SJV-36、1964.08) ★
- V.A. / 決定盤!これぞウェスタン (日本コロムビア YS-10037-J、1968.09) ★
- V.A. / 決定盤!フォーク&カントリー名曲集 (KING SKM-1058/9 (1970) ★
- V.A. / 懐かしのポピュラー大全集 (ポリドール MR-9072/3、1970.12) ★
- V.A. / TOKYOジャンボリー'83 (東芝EMI、1983)

### ゲスト参加

#### アルバム
- 関口良信、寺本圭一、斉藤任弘 / Three Country Hearts (ジュピター TDK-106、1959) ★原田・藤本・瀬谷が参加
- トミー藤山 / アメリカ旅日記 (日本コロムビア AL-194、1960.02) ★
- トミー藤山 / インディアン・ラブ・コール (日本コロムビア AL-222、1960.07) ★
- 後藤久美子 / かわいいベイビー (日本コロムビア AL-385、1962.08) ★「ちっぽけ保安官」に参加
- トミー藤山・大野義夫 / ヨーデルは招く! (日本コロムビア ALS-203、1963.08) ★
- 斎藤チヤ子 / サン・アントニオ・ローズ: ウェスターン・ヒット (東芝音楽工業 JPO-1201、1962.08)★原田・藤本が参加
- 加山雄三 / 加山雄三のすべて第二集 (東芝音楽工業 TP-7160、1967.01) ★「アイ・ユースト・トゥービー」に参加
- 城卓矢 / ウェスターンの旅 (東芝音楽工業 TP-7277、1967) ★
- はしだのりひことシューベルツ / 未完成 (EXPRESS/東芝音楽工業 EP-7717、1969.06) *「何もいわずに」にドブロ・ギターで参加
- 小坂一也 / 思い出のグリーン・グラス: カントリー&ウェスタン・ニュー・アルバム (日本コロムビア ALS-4440、1969.09) ★
- ザ・ホーム・タウナーズ / カントリー&ウェスタン・メモリアル・アルバム (日本コロムビア JPS-5191、1969.10)
- 黒田美治 / ゴーイング・マイ・カントリー・ウェイ (グリーン・シティー/日本ビクター SJET-8168、1969)
- 浅川マキ / MAKI II (EXPRESS/東芝音楽工業 ETP-8117、1971.09) *「雪の海」にハーモニカで参加。エレクトリック・ギターは野口武義・瀬谷福太郎
- ジミー時田、寺本圭一、斉藤任弘、大野義夫 / カントリー・パンプキン (MUSHROOM/DENON CD-7026-Z、1972.01) *「また陽が落ちる」にスティール・ギターで参加
- 大野義夫 / メモリーズ・オブ・マイ・マインド (日本コロムビア YX-7293、1981.07)

#### EP
- 伊藤節子・大野義夫 / 涸沢のうた～穂高に行こう～楽しいキャンプ～穂高よさらば (日本コロムビア PLS-7185、1974.07) ★2曲目・3曲目に参加

#### シングル
- トミー藤山 / 夏の日の恋 c/w ティーン・エンジェル (日本コロムビア SA-383、1960.08) ★B面の伴奏
- 小坂一也 / 牧場の花は赤い c/w 赤い嚝野 (日本コロムビア SA-439、1960) ★
- かまやつヒロシ / 消えゆくインディアン c/w オー・オー・ロジー（テイチク NS-354、1961.02）★
- 小坂一也 / ガン・ファイター c/w 嵐の季節 (日本コロムビア SA-732、1961) ★
- 後藤久美子 / ちっぽけ保安官 c/w 三日月インディアン (日本コロムビア SA-923、1962.07) ★A面の伴奏。B面の伴奏はコロムビア・オーケストラ
- ケイとヨーコ / 涙の便り c/w バイ・バイ・ラブ (グリーン・シティー/日本ビクター W-1022、1971.05) ★寺本圭一・燿子夫妻のシングル
- 江戸千幸 / そうぎやさん c/w ポーカー・フェイス (ハーベスト/徳間音楽工業 YA-47、1973.02) *編曲